# Amyris rhomboidea
Amyris rhomboidea är en vinruteväxtart som beskrevs av Standley. Amyris rhomboidea ingår i släktet Amyris och familjen vinruteväxter. Inga underarter finns listade i Catalogue of Life.